# Manage
Manage wa. Manadje) – miejscowość i gmina (commune) w Belgii, w Regionie Walońskim, w prowincji Hainaut, w okręgu Soignies. 1 stycznia 2024 roku liczyła 24 108 mieszkańców.

## Podział administracyjny
W skład gminy wchodzą cztery dzielnice (section):
- Bellecourt
- Bois-d’Haine
- Fayt-lez-Manage
- La Hestre

## Współpraca
Miejscowości partnerskie:
- Bevagna, Włochy
- Landrecies, Francja
- Saint-Laurent-Médoc, Francja